# Klutschak Point
Der Klutschak Point ist eine felsige Landspitze im Nordwesten Südgeorgiens im Südatlantik. Sie liegt 600 m südöstlich der Anvil Stacks und 800 m südlich der Elephant Cove an der Südküste der Insel.
Der britische Entdecker James Cook kartierte die Küste in der Nähe des der Landspitze im Jahr 1775 im Verlauf seiner Zweiten Südseereise (1772–1775). 1819 nahm Fabian Gottlieb von Bellingshausen bei der ersten russischen Antarktisexpedition (1819–1821) gleichfalls eine Kartierung vor. Die Landspitze selbst taucht erstmals auf Kartenmaterial aus der Zeit um das Jahr 1900 auf. Das UK Antarctic Place-Names Committee benannte sie 1955 nach einer Vermessung durch den South Georgia Survey zwischen 1951 und 1952 nach dem österreichischen Zeichner und Geodäten Heinrich Klutschak (1848–1890), der Südgeorgien 1877/78 an Bord des US-amerikanischen Robbenfängers Flying Fish besucht und seine Reiseerlebnisse einschließlich einer von ihm skizzierten Karte 1881 veröffentlicht hatte.